# 貴養性
貴養性（？年—？年），號履吾，河南卫辉府胙城县人。明末政治人物。

## 生平
萬曆三十四年（1606年）丙午科河南乡试舉人，崇祯四年（1631年）辛未科进士。刑部观政，五年授历城县知县，曾重修被火焚毁的南門舜廟。十年考察去职。